# St. Marien (Bonn)

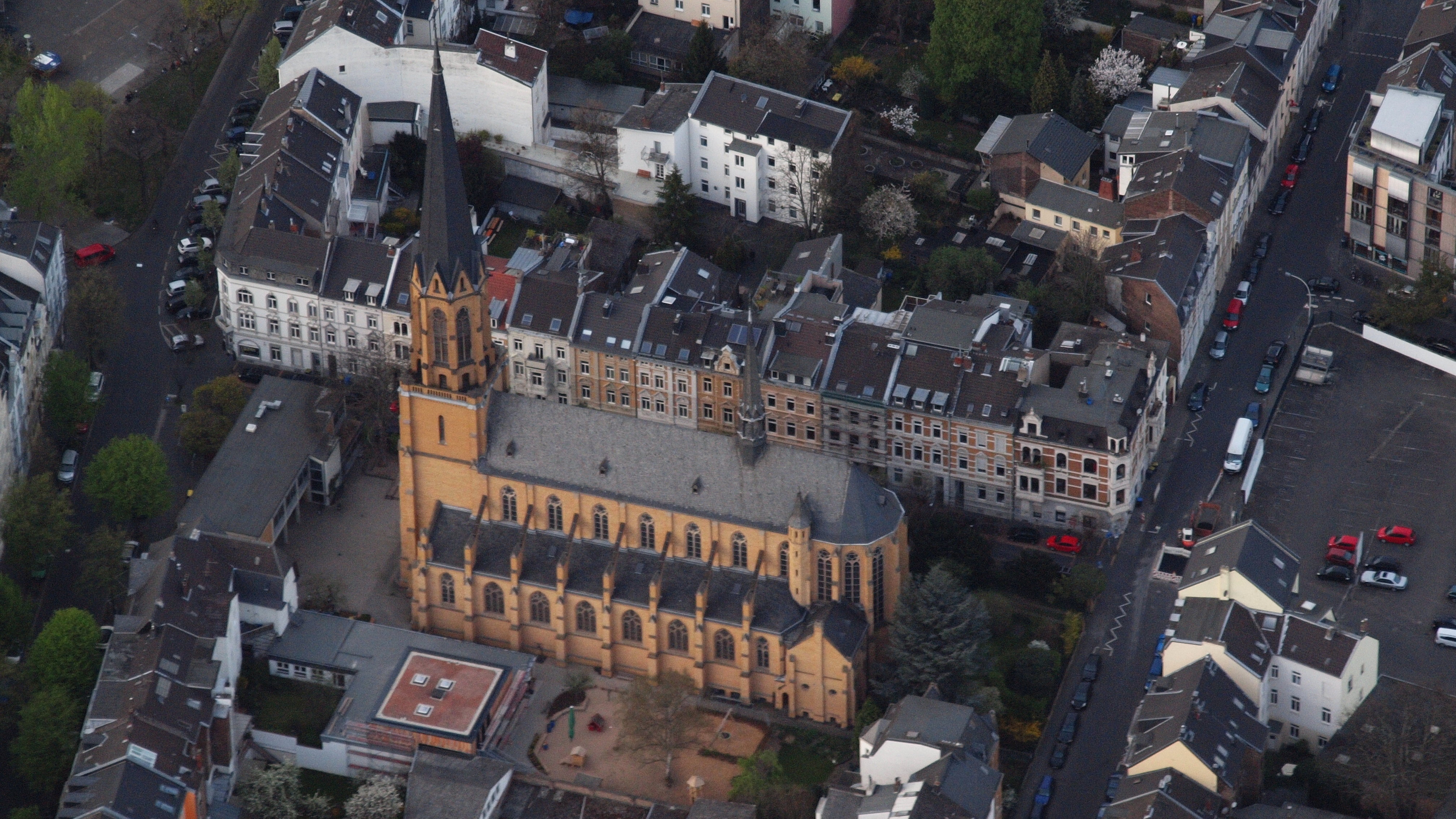
Katholische Pfarrkirche St. Marien, Luftaufnahme (2014)

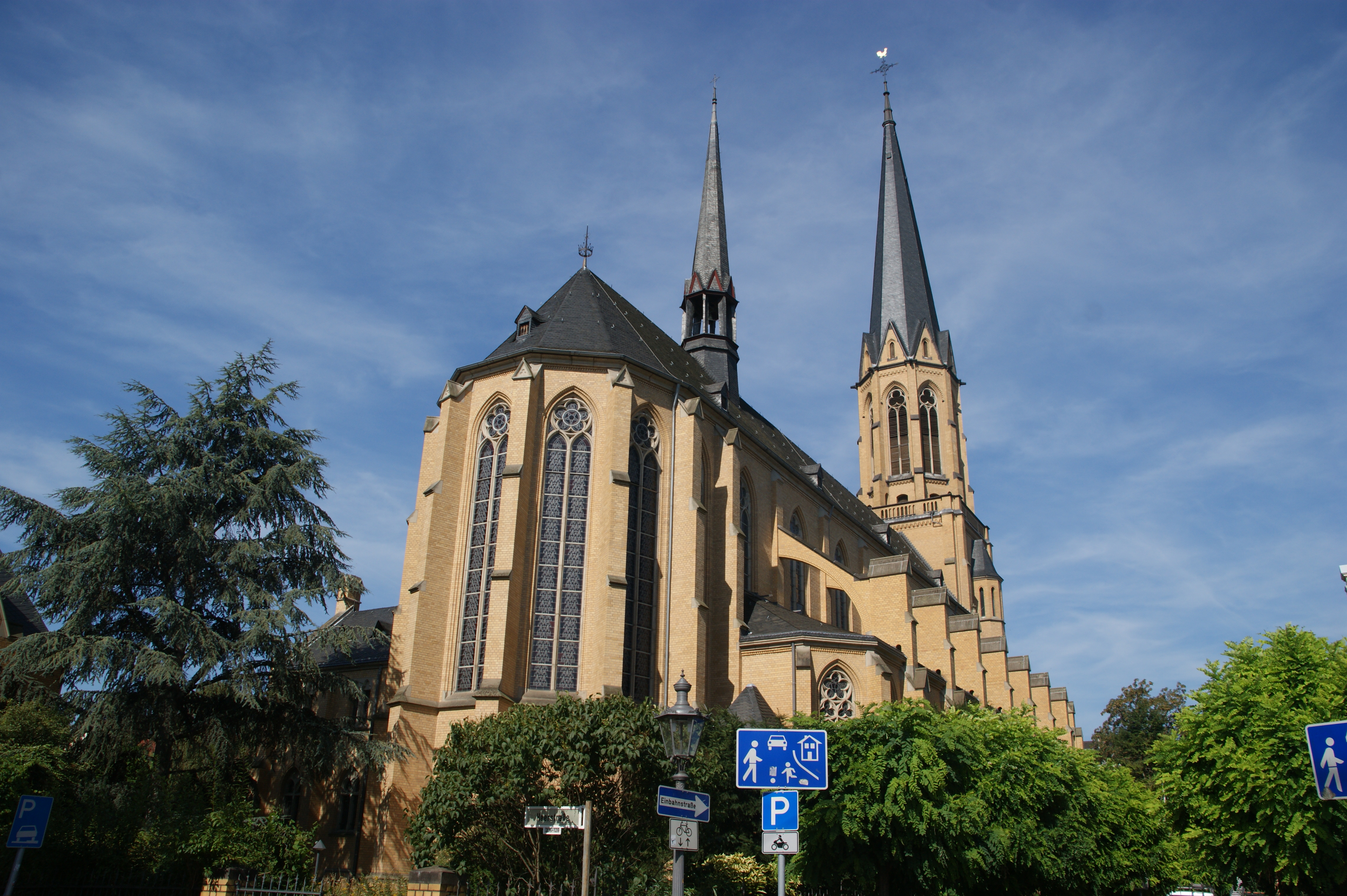
St. Marien in Bonn

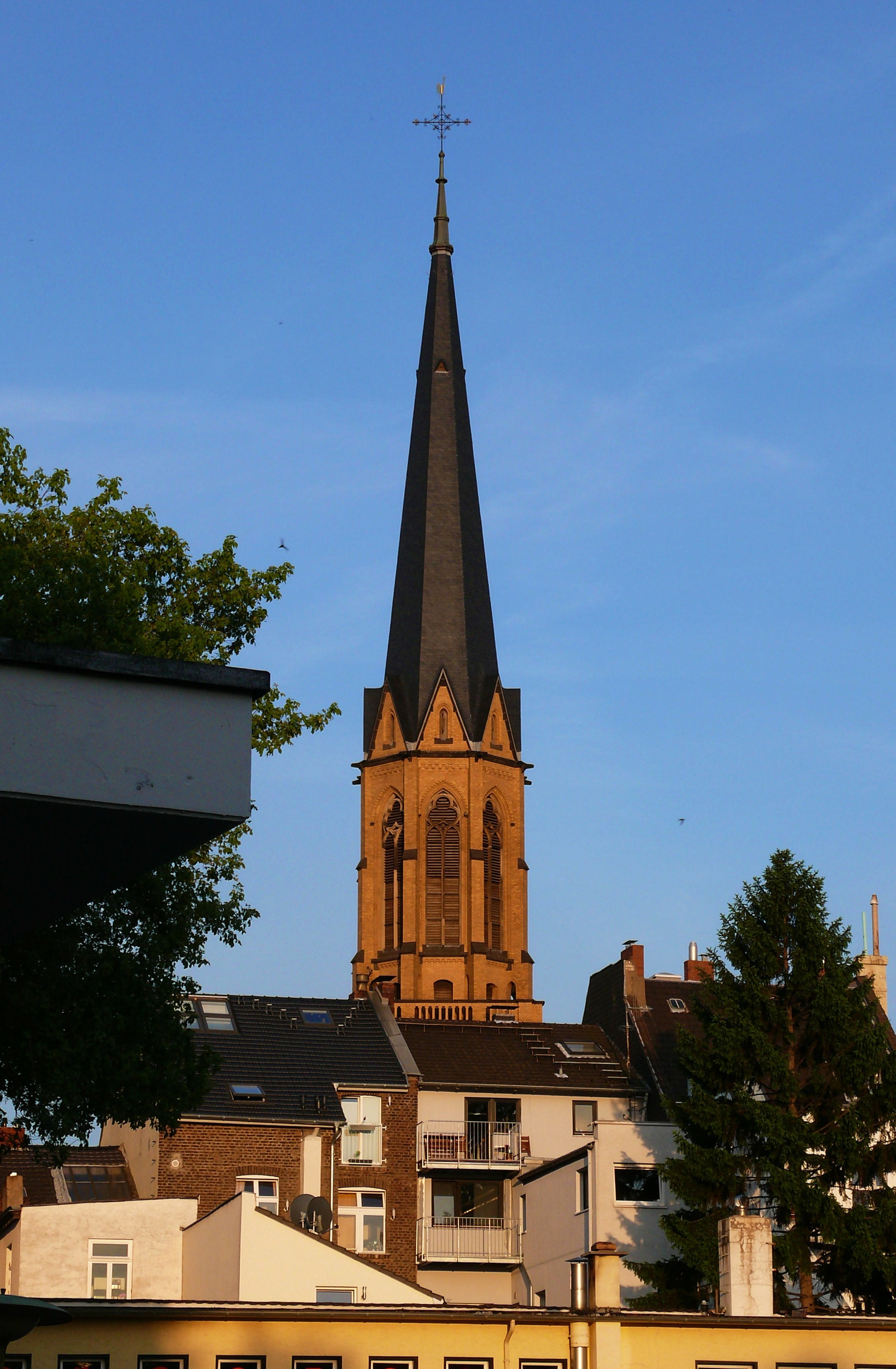
St. Marien in Bonn

St. Marien ist die katholische Pfarrkirche in der inneren Bonner Nordstadt. Sie steht an der Ecke Adolfstraße/Oppenhoffstraße unweit des Stadthauses. Die Kirche steht einschließlich des Pfarrhauses als Baudenkmal unter Denkmalschutz.

## Bauwerk
Der Entwurf für St. Marien stammte von Joseph Prill, der im Hauptberuf Religionslehrer an der Oberrealschule Bonn war. Die Pläne sahen eine große neogotische Basilika mit fünfseitigem Chorabschluss, zwei Seitenschiffen und einem 77 Meter hohen Kirchturm vor. Die Länge der Kirche beträgt 80 Meter, die Breite 20 Meter. Am 14. August 1887 wurde der Grundstein gelegt, am 11. September 1892 konnte die Kirche benediziert werden, am 7. November nahm Erzbischof Antonius Kardinal Fischer die feierliche Konsekration der Marienkirche vor. Die Kirche erhielt den Titel der Unbefleckten Empfängnis Mariens und Aller Heiligen.
St. Marien hat den neogotischen Stil bis heute bewahrt und gilt als eine der stilreinsten Kirchen Bonns. Neben dem Hochaltar und den beiden Seitenaltären aus der Zeit um 1891 bis 1893 besitzt die Kirche auch noch die alte Kanzel (mittlerweile im hinteren Bereich der Kirche aufgestellt), die Kommunionbank, das Taufbecken, die Pietà und die Kreuzwegbilder aus der Bauzeit der Kirche. Sechs Fenster mit figürlichen Darstellungen und zwei mit grafischen Mustern wurden von der Köln-Lindenthaler Glasmalerei Schneiders und Schmolz angefertigt. In den frühen 1990er-Jahren erhielt die Kirche einen Anstrich, wie ihn der Architekt vorgesehen hatte.

## Glocken
Die Glockengießerei Otto aus Hemelingen/Bremen hat in den Jahren 1897, 1927, 1951 und 1957 immer wieder Bronzeglocken für die Bonner Marienkirche gegossen. Bis zum Zweiten Weltkrieg beherbergte der Turm ein vierstimmiges Geläut aus den Jahren 1897 und 1927 in den Schlagtönen c1, es1, f1 und g1. Die Glockengießerei Otto in Hemelingen bei Bremen wurde mit dem Guss eines neuen fünfstimmigen Geläuts beauftragt, das die Schlagtöne b0, des1, es1, f1 und ges1 haben sollte. Aus finanziellem Grund wurden nur die drei kleineren Glocken gegossen.
Das Vollgeläut (Glocken 3 bis 1) erklingt eine Viertelstunde vor der Sonntagsmesse für rund 10 Minuten.
Über die große Glocke erfolgt der Uhrschlag jeweils zur halben und vollen Stunde (nur 7 bis 22 Uhr). Das Angelusläuten um 7, 12 und 19 Uhr verteilt sich auf die mittlere Glocke (3 mal 3 Schläge; Angelusgebet) und die kleine Glocke (Nachläuten). Alle Glocken tragen neben einem Relief des jeweiligen Heiligen für die damalige Zeit ausgefallene Inschriften.
Die gleiche Gießerei bestückte 1957 den Dachreiter mit einer kleinen Glocke, die dank einer Spende angeschafft werden konnte. Als Altarsakramentsglocke wird sie sowohl zum Credo als auch während der Wandlung in der Heiligen Messe kurz geläutet.
| Nr. | Name           | Gussjahr | Gießer          | Durchmesser (mm) | Masse (kg) | Schlagton (HT-1/16) | Turm       | Inschrift                                                                                   |
| 1   | Augustinus     | 1951     | Karl (III) Otto | 1307             | 1432       | es1 0+6             | Westturm   | UNRUHIG IST UNSER HERZ BIS ES RUHT IN DIR. − ST. AUGUSTINUS                                 |
| 2   | Heinrich       | 1951     | Karl (III) Otto | 1165             | 1050       | f1 0+6              | Westturm   | ZUM ERBEN WÄHLE ICH MIR CHRISTUS. − ST. HEINRICH                                            |
| 3   | Bernhard       | 1951     | Karl (III) Otto | 1090             | 820        | ges1 +6             | Westturm   | JESUS IST MIR WIE HONIG FÜR DEN MUND, MUSIK FÜR DAS OHR, JUBEL FÜR DAS HERZ. − ST. BERNHARD |
| 4   | Altarsakrament | 1957     | Karl (III) Otto | 539              | 100        | ges2 +8             | Dachreiter | ZU EHREN DES ALLERHEILIGSTEN ALTARSAKRAMENTES + IM JAHRE 1957 GESTIFTET +                   |

## Orgeln

### Hauptorgel

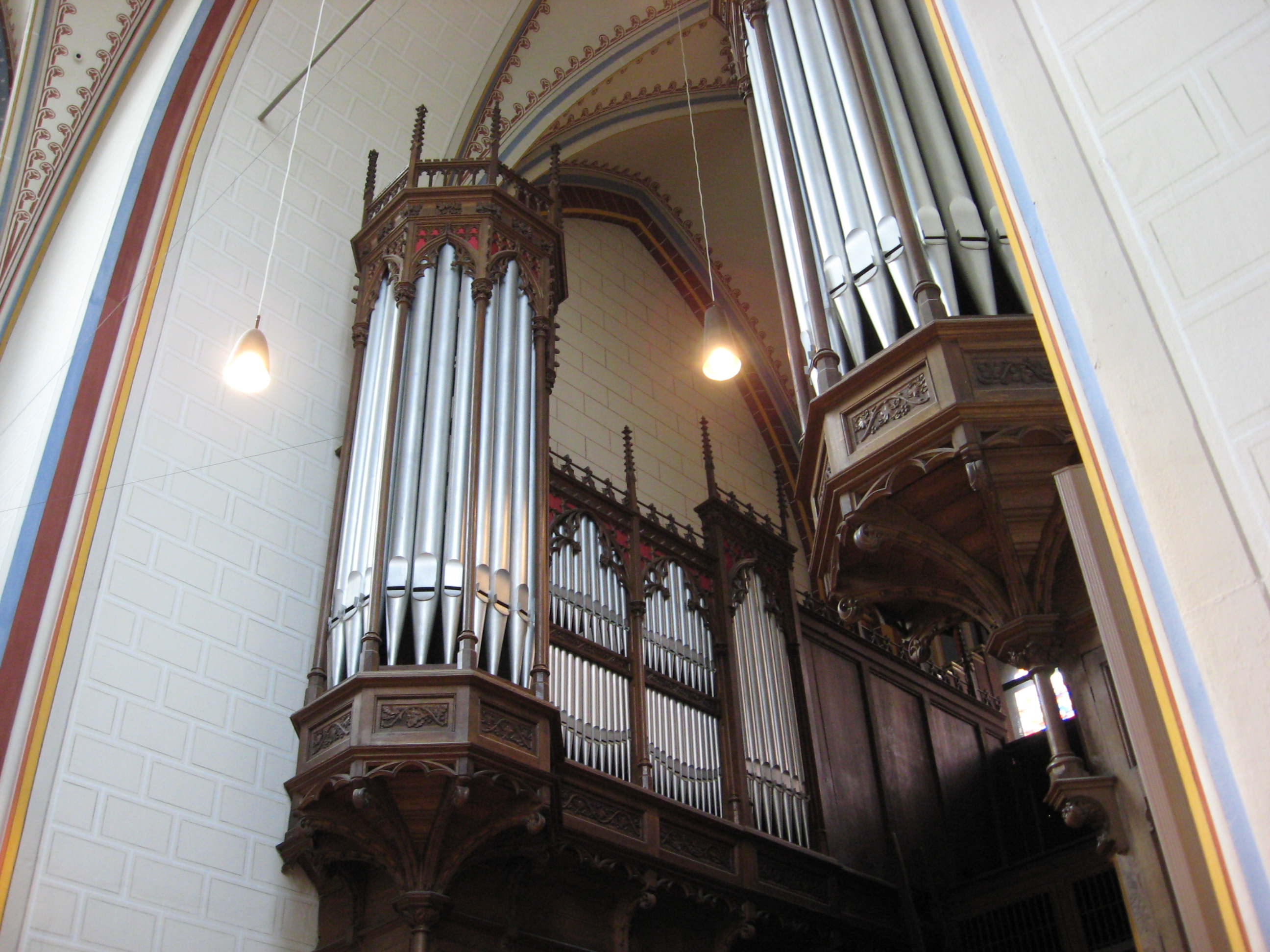
Hauptorgel

Die Hauptorgel an St. Marien ist ein Werk von Johannes Klais Orgelbau aus Bonn und wurde am 19. März 1897 ihrer Bestimmung übergeben. Auf zwei Manualen und Pedal hatte die Orgel 26 klingende Register bei pneumatischer Spiel- und Registertraktur. Um das große Westfenster nicht zu beeinträchtigen, erhielt die Orgel ein zweigeteiltes, neugotisches Gehäuse und einen freistehenden Spieltisch in der Emporenmitte. Schon 1908 hatte der Kirchenchor der Gemeinde so viele Mitglieder, dass der Platz auf der Empore nicht mehr ausreichte, ebenso war man aufgrund von sich häufenden Fehlfunktionen mit dem Spieltisch nicht zufrieden. Daher baute die Erbauerfirma das Werk grundlegend um: Die beiden Prospekthälften wurden vertauscht und im 90-Grad-Winkel platzsparend entlang der Seitenwände des Turmes aufgebaut; die Orgel erhielt einen neuen, wiederum pneumatisch arbeitenden Spieltisch, der ebenfalls um 90 Grad gedreht an der Seite der Empore seinen Platz erhielt. Die Disposition wurde nicht verändert.
In den Jahren 1960/61 wurde die Orgel ein weiteres Mal umgebaut; bei diesen Arbeiten wurde jedoch erheblich in die technische und klangliche Konzeption des Instruments eingegriffen: die gesamte Orgel wurde auf elektropneumatische Traktur umgestellt, ein neuer Spieltisch wurde geliefert, die ursprünglich romantische Disposition wurde im Zeitgeist des Neobarock verändert und aufgehellt. Die vormals vorhandene ausgebaute Superkoppel innerhalb des Hauptwerks wurde aufgegeben. Das Gehäuse, die alten Windladen und etwa die Hälfte des alten Registerbestands wurden beibehalten. Die Disposition des Instruments lautet heute:
| I Hauptwerk C–g3 |             |       |
| 1.               | Bordun      | 16′   |
| 2.               | Principal   | 8′    |
| 3.               | Flöte       | 8′    |
| 4.               | Octave      | 4′    |
| 5.               | Rohrflöte   | 4′    |
| 6.               | Quinte      | 2 ⁄3′ |
| 7.               | Superoctave | 2′    |
| 8.               | Gemshorn    | 2′    |
| 9.               | Cymbel III  |       |
| 10.              | Mixtur V    |       |
| 11.              | Trompete    | 8′    |

| II Positiv C–g3 |                  |        |
| 12.             | Lieblich Gedackt | 8′     |
| 13.             | Salicional       | 8′     |
| 14.             | Principal        | 4′     |
| 15.             | Hohlflöte        | 4′     |
| 16.             | Schwiegel        | 2′     |
| 17.             | Terz             | 1 3⁄5′ |
| 18.             | Sifflöte         | 1 ⁄3′  |
| 19.             | Scharff IV       |        |
| 20.             | Krummhorn        | 8′     |
|                 | Tremulant        |        |

| Pedal C–g1 |               |     |
| 21.        | Principalbass | 16′ |
| 22.        | Subbass       | 16′ |
| 23.        | Octavbass     | 8′  |
| 24.        | Gedacktbass   | 8′  |
| 25.        | Choralbass    | 4′  |
| 26.        | Posaune       | 16′ |

- Koppeln: II/I, I/P, II/P
- Spielhilfen: drei freie Kombinationen, zusätzliche freie Pedalkombination, Registerschweller, Tutti, Zungeneinzelabsteller

### Chororgel

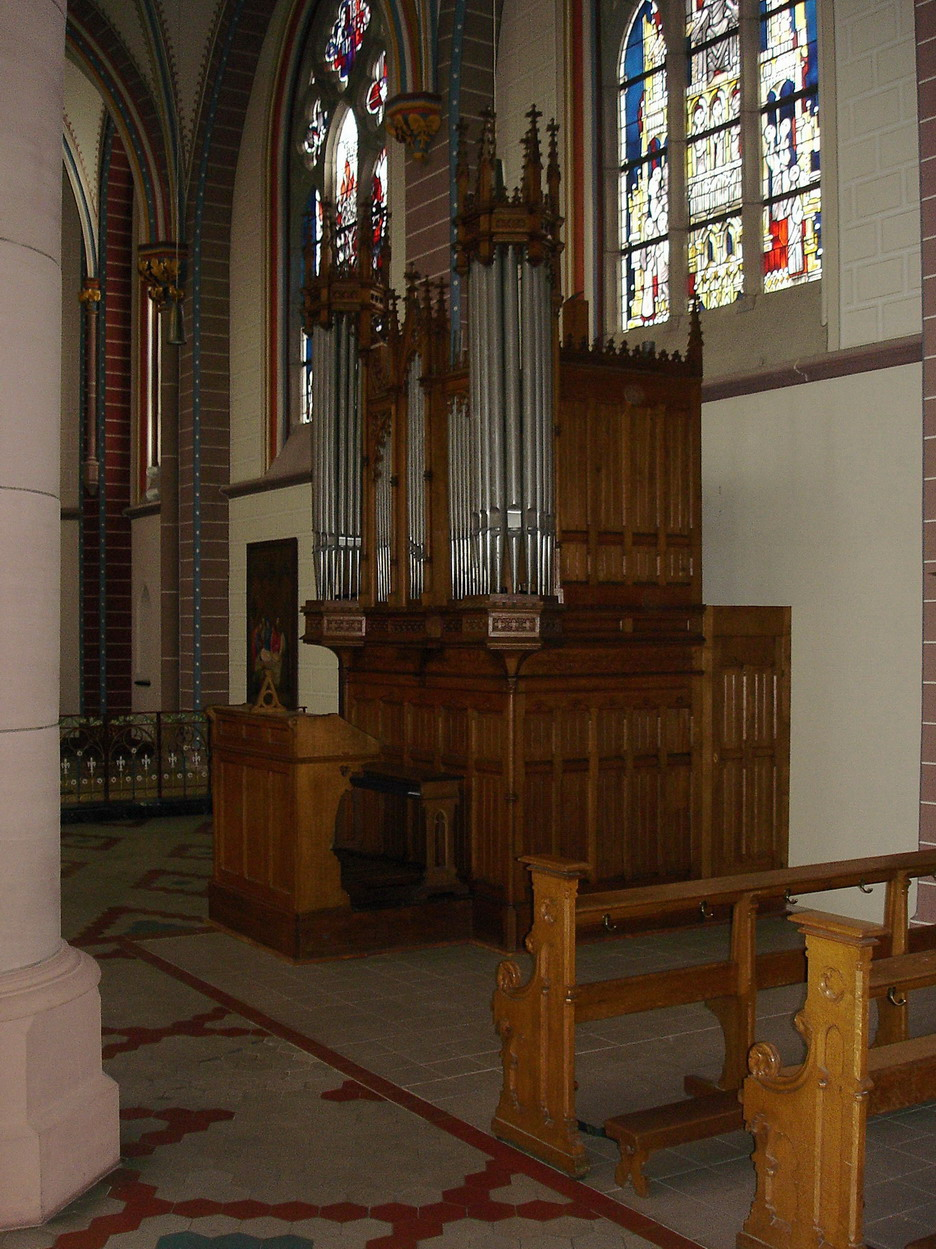
Chororgel

Die Chororgel im zweiten Joch des rechten (südlichen) Seitenschiffs St. Mariens wurde 1896 für die Kapelle des Schlosses Liebieg in Kobern-Gondorf erbaut und kam aufgrund der Umnutzung der Schlosskapelle Anfang der 1990er Jahre in die Werkstatt Klais zurück. Seit April 2010 ist sie als Dauerleihgabe der Firma Klais in St. Marien aufgebaut. Die im Stile der Neogotik reichlich verzierte Orgel besitzt fünf Register auf einem Manual und Pedal und wird pneumatisch angesteuert. Die Chororgel ist die älteste vollständig original erhaltene Orgel des Firmengründers Johannes Klais und besitzt neben ihren originalen Prospektpfeifen (die andernorts fast überall den beiden Weltkriegen zum Opfer fielen) auch noch den mechanisch zu bedienenden Schöpferbalg nebst Tritt. Bei Stromausfall kann die Orgel dennoch gespielt werden.
Die Disposition lautet:
| I Hauptwerk C–f3 |            |    |
| 1.               | Principal  | 8′ |
| 2.               | Gedackt    | 8′ |
| 3.               | Salicional | 8′ |
| 4.               | Flöte      | 4′ |

| Pedal C–d1 |         |     |
| 5.         | Subbass | 16′ |

- Koppeln: I/P
- Spielhilfen: Volles Werk (Tutti)

Beide Orgelprospekte sind mit achteckigen Pfeifentürmen ausgestattet, welche von Klais nur eine kurze Zeit gebaut wurden; die beiden Orgeln von St. Marien sind die einzigen mit solchen Türmen, die die Zeiten überdauert haben. Dies und die zeitliche Nähe ihrer Erbauung (zwischen den beiden Orgeln lieferte Klais 16 weitere Instrumente an andere Kirchen) macht das historische Orgelensemble zu einer besonderen Rarität. Die große Akustik an St. Marien (etwa 7 bis 8 Sekunden Nachhallzeit) und die hohe Qualität der beiden Orgeln macht St. Marien besonders wertvoll für Liebhaber der Orgelmusik.

## August Macke

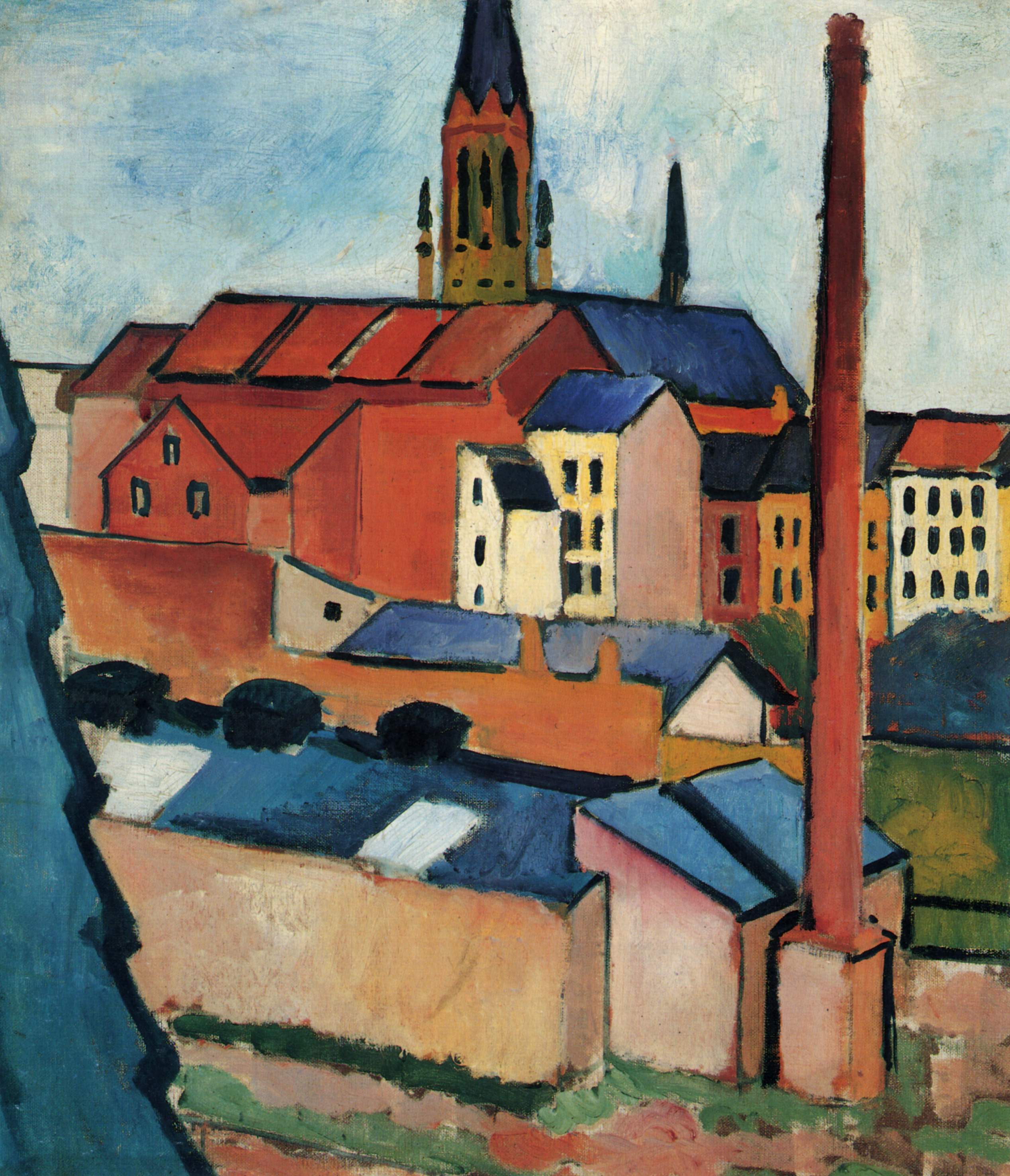
„Stadtlandschaft“ von August Macke, im Hintergrund St. Marien

August Macke hielt St. Marien als Hintergrundmotiv auf etlichen Gemälden und Zeichnungen von seiner nahegelegenen Wohnung mit Atelier aus fest, beispielsweise Marienkirche in Bonn mit Häusern und Schornstein (1911) oder Kinder im Garten (1913).

## Pfarrei
Die Pfarrei, die in den 1950er-Jahren mit 18.000 Mitgliedern eine der größten des Erzbistums Köln war, wurde 1958 in die drei Gemeinden St. Marien, St. Franziskus und St. Helena aufgeteilt. Jede dieser drei Gemeinden bekam etwa 6.000 Seelen zugeteilt. Anfang der 1990er Jahre sind diese drei Gemeinden wieder zu einer Pfarrei vereinigt worden. Im Januar 2010 wurde die Mariengemeinde mit ihren Nachbargemeinden Sankt Johann Baptist und Petrus (Stiftskirche) und Sankt Joseph zur neuen Pfarrei Sankt Petrus Bonn-Mitte fusioniert. Seitdem fungiert die Marienkirche als Filialkirche dieser Kirchengemeinde.
Die Kirche ist täglich, außer montags, geöffnet. Die Heilige Messe wird jeden Sonntag um 10 Uhr gefeiert.